# Lepthyphantes rimicola
Lepthyphantes rimicola is een spinnensoort uit de familie van de hangmatspinnen (Linyphiidae).
De wetenschappelijke naam van de soort werd in 1964 gepubliceerd door Reginald Frederick Lawrence.